# Begonia modestiflora
Espèce
Synonymes
- Begonia modestiflora var. sootepensis (Craib) Tebbitt[1]
- Begonia sootepensis Craib[1]
- Begonia yunnanensis H.Lév.[1]

Begonia modestiflora est une espèce de plantes de la famille des Begoniaceae.
L'espèce fait partie de la section Diploclinium.
Elle a été décrite en 1871 par Wilhelm Sulpiz Kurz (1834-1878).

## Répartition géographique
Cette espèce est originaire du pays suivant : Myanmar.

## Liste des variétés
Selon Tropicos (21 février 2017) :
- variété Begonia modestiflora var. thorelii (Gagnep.) Tebbitt